# Propyria pelopia
Propyria pelopia là một loài bướm đêm thuộc phân họ Arctiinae, họ Erebidae.